# Desulfurococcus
Genre
Espèces de rang inférieur
- Desulfurococcus amylolyticus
- Desulfurococcus fermentans
- Desulfurococcus kamchatkensis
- Desulfurococcus mobilis
- Desulfurococcus mucosus
- Desulfurococcus saccharovorans

Desulfurococcus est un genre d'archées de la famille des Desulfurococcaceae.